# Violeta Estéreo
Violeta estéreo es una estación de radio de Yopal (Colombia), opera desde 1999. Su señal es transmitida por la frecuencia 89.7 FM para los departamentos de Casanare, Arauca, Boyacá, Meta y Vichada. También transmite desde el municipio de Paz de Ariporo (Casanare) a través del dial 99.7 FM. 
Su programación de 24 horas diarias incluye: noticieros (a través del sistema informativo Contacto Noticias, de cobertura regional), programas musicales, programas deportivos (a través de Contacto Deportes y transmisiones de eventos deportivos de interés regional y nacional), magacines, programas culturales y espacios comunitarios. También transmite programas musicales internacionales de Radio Nederland (Holanda). En los últimos años ha realizado cubrimiento periodístico de algunos eventos deportivos continentales y mundiales, como la Copa América de fútbol. Su propietaria es la señora María Violeta Niño.